# Stazione di Tarvisio Vecchia
La stazione di Tarvisio Vecchia fu il primo capolinea della ferrovia Tarvisio-Lubiana. Fu la prima stazione ferroviaria a servizio di Tarvisio (in tedesco Tarvis), ed era posta in un'area corrispondente all'attuale radice sud-ovest della stazione di Boscoverde.

## Storia
Fu aperta il 14 dicembre 1870 assieme alla ferrovia per Lubiana. Allora in territorio austro-ungarico, stazione e ferrovia furono gestite dalla Kaiserlich-königliche privilegierte Kronprinz Rudolf-Bahn Gesellschaft (KRB, Imperial Regia privilegiata della ferrovia del Principe ereditario Rodolfo) che aveva ottenuto negli anni precedenti il privilegio di costruire la ferrovia Rodolfiana, tra Sankt Valentin e Villaco.
L'anno dopo, la KRB ottenne la concessione di proseguire la Rodolfiana fino a Tarvisio per innestarla con la linea diretta a Lubiana. La ferrovia fu completata nel 1873 e il 25 novembre dello stesso fu aperto il nuovo scalo di Tarvisio. La stazione fu parzialmente abbandonata e ribattezzata Alt Tarvis, mentre il nuovo scalo assunse il nome di Tarvis.
Dopo la prima guerra mondiale e a seguito del Trattato di Saint-Germain-en-Laye, Tarvisio e i suoi impianti ferroviari, compresa Alt Tarvis, passarono sotto il Regno d'Italia. Lo scalo fu ribattezzato Tarvisio Vecchia.